# Guatemala en la Copa Mundial de Fútbol Sub-20 de 2011
La Selección de Guatemala fue uno de los 24 equipos participantes en la Copa Mundial de Fútbol Sub-20 de 2011, torneo que se llevó a cabo entre el 29 de julio y el 20 de agosto de 2011 en Colombia.
En el sorteo realizado el 27 de abril en Cartagena de Indias la Selección guatemalteca quedó emparejada en el Grupo D junto con Nigeria, con quien debutó; con Arabia Saudita y con Croacia.

## Plantilla
- Nota: Gabriel Navas sustituyó a Kendel Herrarte dado de baja debido a que se lesionó antes del inicio de la competición.

## Participación

### Primera fase
| Equipo         | Pts | PJ | PG | PE | PP | GF | GC | Dif |
| -------------- | --- | -- | -- | -- | -- | -- | -- | --- |
| Nigeria        | 9   | 3  | 3  | 0  | 0  | 12 | 2  | 10  |
| Arabia Saudita | 6   | 3  | 2  | 0  | 1  | 8  | 2  | 6   |
| Guatemala      | 3   | 3  | 1  | 0  | 2  | 1  | 11 | -10 |
| Croacia        | 0   | 3  | 0  | 0  | 3  | 2  | 8  | -6  |

| 31 de julio de 2011, 15:00 | Nigeria                                            | 5:0 (2:0) | Guatemala | Estadio Centenario, Armenia                                               |                                                                           |
|                            | Egbedi 8' 39' · Ajagun 47' · Kayode 53' · Musa 76' | Reporte   |           | Asistencia: 9.183 espectadores Árbitro(s): Robert Schörgenhofer (Austria) | Asistencia: 9.183 espectadores Árbitro(s): Robert Schörgenhofer (Austria) |

| 3 de agosto de 2011, 17:00 | Arabia Saudita                                                                                | 6:0 (2:0) | Guatemala | Estadio Centenario, Armenia                                         |                                                                     |
|                            | Dagriri 17' · Al-Fahmi 27' · Al-Fatil 58' · Al-Shahrani 66' · Al-Ibrahim 83' · Al-Dawsari 89' | Reporte   |           | Asistencia: 8.415 espectadores Árbitro(s): William Collum (Escocia) | Asistencia: 8.415 espectadores Árbitro(s): William Collum (Escocia) |

| 6 de agosto de 2011, 20:00 | Croacia | 0:1 (0:0) | Guatemala    | Estadio Centenario, Armenia                                          |                                                                      |
|                            |         | Reporte   | Ceballos 81' | Asistencia: 3.202 espectadores Árbitro(s): Abdulrahman Abdou (Catar) | Asistencia: 3.202 espectadores Árbitro(s): Abdulrahman Abdou (Catar) |

### Octavos de final
| 9 de agosto de 2011, 17:00 | Portugal           | 1:0 (1:0) | Guatemala | Estadio Olímpico Pascual Guerrero, Cali                               |                                                                       |
|                            | Oliveira 7' (pen.) | Reporte   |           | Asistencia: 33.294 espectadores Árbitro(s): Djamel Haimoudi (Argelia) | Asistencia: 33.294 espectadores Árbitro(s): Djamel Haimoudi (Argelia) |